# Stellaria roughii
Stellaria roughii är en nejlikväxtart som beskrevs av Joseph Dalton Hooker. Stellaria roughii ingår i släktet stjärnblommor, och familjen nejlikväxter. Inga underarter finns listade i Catalogue of Life.